# Кълна се, че те обичам
„Кълна се, че те обичам“ (на испански: Juro que te amo) е мексиканска теленовела от 2008 г., режисирана от Лили Гарса и продуцирана от МаПат Лопес де Сатарайн за Телевиса. Адаптация е на теленовелата Бедни роднини, създадена от Лиляна Абуд през 1993 г.
В главните роли са Ана Бренда Контрерас и Хосе Рон, а в отрицателните - Сесилия Габриела, Алексис Аяла, Марко Кордоба, Флоренсия де Сарачо, Лиляна Горет и първата актриса Мариана Кар.

## Сюжет
Виолета Мадригал е красиво момиче, което живее в малко село с родителите си, Амадо и Антония, братята си, Хулио и Даниел, и сестра си, Лия. Семейството преди време е било от най-богатите в селото, но се сблъсква с лицемерни хора, които преди са ги уважавали, но след загубата на богатството, само ги унижават. Хустино Фрегосо е най-властният и перверзен човек в селото, бивш приятел на семейството, е натрупал богатството си чрез тъмни сделки, причина за финансовия крах на компания „Кобре“, собственост на Мадригал. От тази нова ситуация се възползват Малена и Мариела, респективно съпругата и дъщерята на Хустино, които се радват на новото си социално положение и не пропускат възможност да унижават членовете на семейство Мадригал.

## Актьори
Част от актьорския състав:
- Ана Бренда Контрерас – Виолета Мадригал Камперо
- Хосе Рон – Хосе Мария Алдама
- Патрисия Навидад – Антония Камперо вдовица де Мадригал
- Алехандро Авила – Мариано Ласкано Мадригал
- Алексис Аяла – Хустино Фрегосо
- Сесилия Габриела – Леонора Касис Сулоага де Ласкано
- Флоренсия де Сарачо – Мариела Фрегосо де Куеяр
- Марсело Кордоба – Максимилиано Куеяр
- Лурдес Рейес – Малена де Фрегосо
- Хосе Елиас Морено – Рохелио Урбина
- Мариана Кар – Фауста Сулоага
- Луис Хосе Сантандер – Амадо Мадригал Перейра
- Джесика Коч – Кристина де Урбина
- Лиляна Горет – Ивана Ласкано Касис
- Освалдо де Леон – Родриго Чаролет
- Лорена Алварес – Аделайда Лакайо
- Ариане Пелисер – Ханис
- Грасиела Бернардос – Аделина
- Оскар Ортис де Пинедо – Оскиел
- Моника Гарса – Грасия Лакайо
- Лили Гарса

## Премиера
Премиерата на Кълна се, че те обичам е на 28 юли 2008 г. по Canal de las Estrellas. Последният 140. епизод е излъчен на 6 февруари 2009 г.

## Награди и номинации
Награди TVyNovelas 2009
| Категория                           | Номиниран       | Резултат  |
| ----------------------------------- | --------------- | --------- |
| Най-добър актьор                    | Алехандро Авила | Номиниран |
| Най-добър актьор в отрицателна роля | Алексис Аяла    | Номиниран |
| Най-добър млад актьор               | Хосе Рон        | Номиниран |

## Адаптации
- Бедни роднини, мексиканска теленовела, продуцирана от Карла Естрада за Телевиса през 1993 г., с участието на Лусеро, Ернесто Лагуардия, Алексис Аяла и Шантал Андере.